# Campo Florido
Campo Florido est une municipalité brésilienne de l'État du Minas Gerais et la microrégion d'Uberaba.